# Todas las voces todas 2
Todas las voces todas 2 è il secondo di 4 CD registrati dal vivo, testimonianza di alcuni concerti tenutisi nei giorni 7, 8 e 9 giugno 1996 al Coliseo General Rumiñahui a Quito (Ecuador) e pubblicati nello stesso anno.
Il festival Todas las voces todas fu organizzato dal pittore ecuadoriano Oswaldo Guayasamín e vi parteciparono diversi artisti latinoamericani.

## Tracce
1. Te recuerdo Amanda - (V.Jara) - Isabel Parra e Ángel Parra
2. Aventurera - (A.Plaza) - Alberto Plaza
3. El negro Bembón - (F.Rodríguez) - Inti-Illimani
4. Nuestro juramento - (B.de Jesús) - Pueblo nuevo e Piero
5. Juan Boliche/Pedro Nadie/Llegando - (Piero, J.Tcherkaski) - Piero
6. La maza - (S.Rodriguez) - Silvio Rodríguez
7. Saya - (R.de la Zerda) - Grupo Fortaleza
8. El fantasma de Canterville - (C.García) - León Gieco e Tercer Mundo
9. En la frontera - (I.Parra) - Isabel Parra, Ángel Parra, Tita Parra e León Gieco